# Хара-Ус-Нур
Хара-Ус-Нур (Хар-Ус нуур, Озеро чорної води) — озеро в Улоговині Великих озер в Монголії, цілком на території однойменного національного парку Північно-Західної Монголії, друге за площею прісноводне озеро Монголії. Басейн озера включає не тільки територію Монголії, й Росії. З'єднано протоками з озерами Хара-Нур, Дурген-Нуур, Айраг-Нур, Хяргас-Нур. Береги низькі. Островом Ак-Баши (Біла голова, площа 274 км²) ділиться на 2 водойми.
Хара-Ус означає «Чорна вода». Колір води, справді, близький до чорного через велику кількості органічних речовин і планктону. На озері Хара-Ус-Нур велика кількість островів, різних за розмірами і рослинностю. У озеро впадають чотири річки із загальним сточищем 74500 км²; (Кобдо-Гол і Буянт-Гол, утворюють велику загальну дельту, а також менша частина стоку річок Дунд-Ценхер-Гол і Хойт-Цнхер-Гол. Щорічна притока річкової води становить 3 км³, річне кількість опадів випадаючих на поверхню озера становить 56 мм, тоді як випаровування — 943 мм/рік. З листопада по квітень озеро замерзає і товщина льоду може доходити до 1 м.
Озеро знаходиться в національному парку Хар-Ус-Нур
Береги озера малонаселені, в районі щільність населення становить 1,2 чол./км², в основному це кочівники (єдине селище Дурген має 659 мешканців).
Озеро багато рибою.
На озері живуть багато рідкісних тварин і птахів: монгольська саксаулова сойка, монгольський фазан, червононосий нирок, баклан, дика качка, гусак, лісовий тетерев, куріпок, чайка тощо.